# Marisol Casado

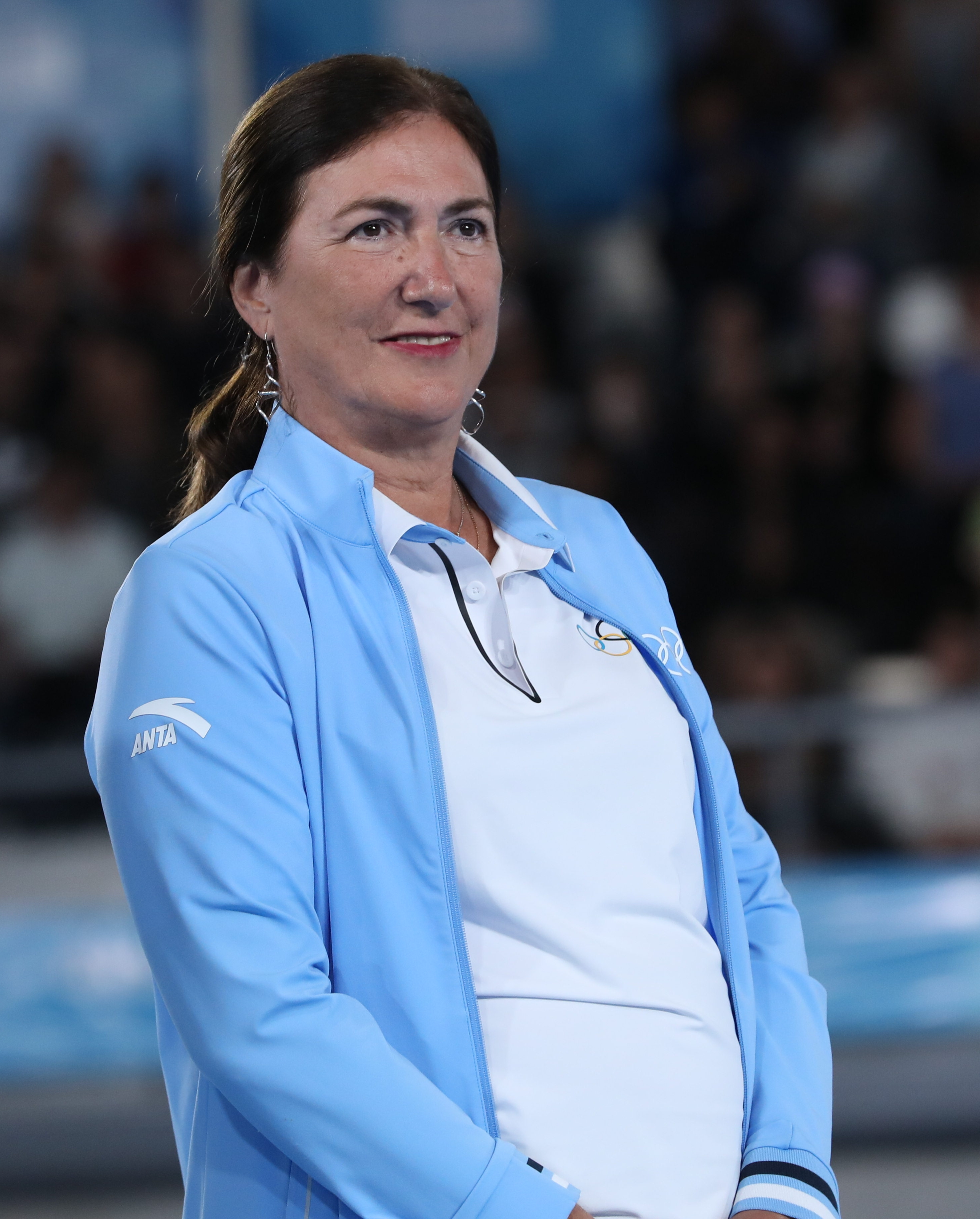
Marisol Casado (2018)

María de la Soledad Casado Estupiñán (* 11. Oktober 1956 in Madrid) ist eine ehemalige spanische Triathletin, die heute als Sportfunktionärin aktiv ist.

## Allgemeines
Marisol Casado studierte an der Autonomen Universität Madrid und machte 1979 ihren Bachelor of Arts in Spanisch. An der Universität Complutense Madrid belegte sie ein Studium im Sportmanagement und erlangte den Grad eines Master of Business Administration.

## Sportliche Karriere und Sportadministration
Marisol Casados sportliches Interesse war breit gefächert. Noch während ihrer Studienzeit spielte sie Feldhockey, außerdem startete sie als Mittel- und Langstreckenläuferin.
1978 startete sie als eine von sechs Frauen beim ersten Madrid-Marathon. 1984 nahm sie am ersten in Spanien durchgeführten Triathlon in Guadalajara teil und gewann diesen Wettkampf. 
1989 war sie Gründungsmitglied des spanischen Triathlon-Verbandes „Federación Española de Triatlón“, dessen Vizepräsidentin sie seit 2008 ist.
Im gleichen Jahr wurde auch die International Triathlon Union gegründet. Von 2002 bis 2009 war sie Präsidentin der European Triathlon Union und seit 2008 hat sie das Präsidentenamt der ITU inne.
Im NOK Spaniens ist sie seit 2000 Mitglied. Von 1992 bis 1994 war sie schon einmal Mitglied des Komitees. Zudem ist sie Jury-Mitglied bei der Verleihung des Prinzessin-von-Asturien-Preises.

## IOC-Mitgliedschaft
2010 wurde Marisol Casado zum IOC-Mitglied gewählt. Sie ist Mitglied der Kommissionen für Öffentlichkeitsarbeit und soziale Entwicklung sowie Frauensport.

## Auszeichnungen
Marisol Casado wurde mit dem Real Orden des Mérito Deportivo Español in Gold und Silber ausgezeichnet. Vom NOK Spaniens bekam sie den Olympischen Orden verliehen.